# Williamsport Outlaws
Die Williamsport Outlaws waren eine US-amerikanische Eishockeymannschaft aus Williamsport, Pennsylvania. Das Team spielte von 2011 bis 2013 in der Federal Hockey League.

## Geschichte
Das Franchise wurde zur Saison 2011/12 unter dem Namen New Jersey Outlaws als Expansionsteam in die Federal Hockey League aufgenommen. Die Mannschaft diente als Farmteam der Trenton Titans aus der ECHL. Ihre Heimspiele trugen die New Jersey Outlaws in der 1.850 Zuschauer fassenden Capital One Bank Ice Vault Arena in Wayne, New Jersey, aus. 
Zur Saison 2012/13 wurde das Franchise nach Williamsport, Pennsylvania umgesiedelt und folglich in Williamsport Outlaws umbenannt. Ihre Heimspiele trug die Mannschaft dauerhaft unter freiem Himmel im 4.200 Zuschauer fassenden Airmen Pond at Bowman Field aus, welches eigentlich ein Baseballstadion ist. Am 22. Januar 2013 stellten die Williamsport Outlaws den Spielbetrieb ein. Für insgesamt vier Spiele trat mit den Pennsylvania Blues noch ein Nachfolgeteam an, ehe auch dieses aufgelöst wurde.